# Corregimiento de Valdivia
El corregimiento de Valdivia o la provincia de Valdivia, era una división territorial del Imperio español dentro de la capitanía general de Chile. 
Fue creada debido a la fundación de la Santa María La Blanca de Valdivia (1552). El 9 de marzo de 1554, Carlos V le otorga el título de ciudad. Estaba a cargo de un corregidor, quién presidía el cabildo de la ciudad. 
Después del desastre de Curalaba (1598), a principios del siglo XVII es despoblada Valdivia (1602), junto a otras ciudades al sur del río Biobío.
Valdivia, luego de ser refundada en 1645, pasa a depender directamente del virreinato del Perú, y se convierte en el gobierno de Valdivia.